# Poisson-papillon à nez noir
Johnrandallia nigrirostris
Genre
Espèce
Statut de conservation UICN

 LC  : Préoccupation mineure
Le poisson-papillon à nez noir (Johnrandallia nigrirostris) est une espèce de poissons de la famille des Chaetodontidae. C'est la seule espèce de son genre Johnrandallia.

## Morphologie
La taille du poisson-papillon à nez noir peut aller jusqu'à 20 cm. Il a la tête blanche avec une bande noire sur le museau, et du noir sur l'œil et sur le front, le corps plus ou moins jaune et une barre noire en haut du corps, allant du milieu du dos vers la queue.

## Biologie et écologie
Ce poisson se nourrit d'algues et d'invertébrés, y compris des parasites d'autres poissons : c'est un poisson nettoyeur.

## Répartition
Le poisson-papillon à nez noir se rencontre sur les côtes américaines de l'océan Pacifique.